# A Certain Sacrifice
A Certain Sacrifice är en amerikansk film från 1979, skriven och regisserad av Stephen Jon Lewicki. Den är känd som popartisten Madonnas första film, i vilken hon delade huvudrollen tillsammans med Jeremy Pattnosh och Charles Kurtz. Filmen utkom inte förrän 1985.